# Монтсератский креольский язык
Монтсератский креольский язык — креольский язык на английской основе, который считается диалектом креольского языка надветренных Антильских островов. Не имеет официального статуса. Распространён на острове Монтсеррат. Многие носители уехали с острова после извержения вулкана Суфриер-Хиллс в 1995 году.